# Portrait in Black
Portrait in Black is een Amerikaanse neo-noirfilm in Eastmancolor uit 1960 onder regie van Michael Gordon. De film is gebaseerd op het gelijknamige toneelstuk uit 1946 van Ivan Goff en Ben Roberts en werd destijds in Nederland uitgebracht onder de titel Angst.

## Verhaal
Sheila Cabot zit vast in een ongelukkig huwelijk met de welvarende scheepsmagnaat Matthew Cabot, die op het moment ongeneeslijk ziek aan het bed gekluisterd is. Elke dag krijgen ze bezoek van dokter David Rivera, die Matthew dan een injectie geeft tegen de pijn, iets waar Matthews collega Howard Mason wantrouwig over is. Niemand weet dat Sheila en Matthew een affaire met elkaar hebben. Sheila laat soms merken Matthew te willen verlaten, maar haar stiefdochter Cathy keurt dit af; bovendien vreest ze dat Matthew voogdij over hun zoon Peter zal claimen indien ze hem verlaat en dat hij Davids carrière zal vernietigen. Daarop overweegt David om een positie in Zürich aan te nemen.
Op een dag brengt David een dodelijke injectie toe aan Matthew. Op dat moment is Cathy bij haar vriendje Blake Richards, die ook in de schepenbouw werkt en een lucratief contract is aangeboden door Matthew, waarmee hij genoeg geld ontvangt om Cathy te kunnen onderhouden. Na de begrafenis van Matthew laat Howard aan David merken dat hij twijfels heeft over zijn omgangsrelatie met Sheila. Kort daarna biecht Howard op verliefd te zijn op Sheila, maar zij wijst hem af, waarop hij dreigt haar affaire met David te onthullen. Daarnaast laat hij Sheila een contract tekenen waardoor de zakendeal met Blake uit elkaar valt. Matthews secretaresse Miss Lee laat al snel aan Blake weten dat Howard hier verantwoordelijk voor is, waarna hij openlijk zint op wraak. 
Niet veel later ontvangen Sheila en David een brief waarin ze worden gefeliciteerd met de moord die ze hebben gepleegd. David besluit daarop de schrijver van de brief op te sporen en te vermoorden. Sheila begint iedereen om haar heen te verdenken en draait langzamerhand door. David gelooft stug dat Howard de brief heeft geschreven en beraamt samen met Sheila de moord. Howard overleeft een moordpoging en probeert uit wraak Sheila te doden, maar wordt dan toch neergeschoten door David. Vervolgens gooien ze zijn lijk van een klif. 
De politie vermoedt dat Blake achter de moord zit, maar Cathy merkt dat Sheila tegen de politie liegt over kleine details. Wanneer Peter opbiecht dat hij de nacht van Howards moord is wakker geschrokken door een schot, weet ze zeker dat Sheila de dader is. Ondertussen ontvangen Sheila en David een tweede brief met een felicitatie voor de moord en concluderen ze dat Howard niet de schrijver kan zijn. Na een speurtocht van David, biecht Sheila op dat ze zelf de brieven heeft geschreven in een poging om David dicht bij haar te houden. Ze merken dat Cathy getuige is van de bekentenis en proberen haar te vermoorden. Ze worden tegengehouden door Blake en bij het gevecht dat volgt, komt David om het leven.

## Rolverdeling
| Acteur           | Personage               |
| ---------------- | ----------------------- |
| Lana Turner      | Sheila Cabot            |
| Anthony Quinn    | Dr. David Rivera        |
| Richard Basehart | Howard Mason            |
| Sandra Dee       | Catherine 'Cathy' Cabot |
| John Saxon       | Blake Richards          |
| Ray Walston      | Cobb                    |
| Virginia Grey    | Miss Lee                |
| Anna May Wong    | Tawny                   |
| Dennis Kohler    | Peter Cabot             |
| Lloyd Nolan      | Matthew S. Cabot        |
| Elizabeth Chan   | Chinese danseres        |
| John Wengraf     | Dr. Kessler             |
| John McNamara    | Minister                |
| George Womack    | Foreman                 |
| Paul Birch       | Detective luitenant     |

## Productie
Universal kocht de filmrechten van het toneelstuk in 1945. Aanvankelijk zou Carol Reed de verfilming van het toneelstuk regisseren, maar vanwege creatieve meningsverschillen met de studio kwam het project na lange vertragingen uiteindelijk niet tot stand. In 1950 werd Michael Gordon aan het project gebonden, met Joan Crawford als mogelijke hoofdrolspeelster.
Door de vele vertragingen duurde het veertien jaar tot de verfilming verscheen. Tussen augustus en oktober 1959 werden Laurence Harvey, Louis Jourdan, Van Johnson, Richard Burton en Peter Finch als mogelijke acteurs genoemd. Geen van allen werd uiteindelijk aangesteld.
De draaiperiode was van december 1959 tot en met eind januari 1960.

## Ontvangst
De film kreeg destijds wisselvallige reacties van de Nederlandse pers. Positief was criticus van De Telegraaf, die schreef: "Het is een buiten twijfel knap bedachte en door Michael Gordon uiterst vakkundig geregisseerde intrige, die slechts hier en daar tegen de logica stuit. Daar het leven zelf niet anders doet is dit echter bij voorbaat geëxcuseerd. Hoofdzaak is dat de toeschouwer ruim anderhalf uur in folterende spanning wordt gehouden en eerst in de allerlaatste minuut volledige opening van zaken krijgt."
Recensent van Het Vrije Volk schreef met bewondering voor het acteerspel van Anthony Quinn, die zich toont "met een markante persoonlijkheid" en benadrukte dat Lana Turner het niet makkelijk had. De recensent van Het Parool was daarentegen niet onder de indruk en schreef dat deze film "niet wilde mikken op een publiek van grage griezelaars, maar op een publiek dat zich wil vergapen aan elke soort opwindende onechtigheid, die echt wordt omdat er een film van is gemaakt."